# الغواصة الألمانية يو-1224
غواصة يو-1224 غواصة يو بوت ألمانية من الفئة التاسعة سي/40 بنيت لسلاح بحرية ألمانيا النازية كريغسمارينه، في أحواض دويتشه ويرفت في بريمن خلال الحرب العالمية الثانية. تحت قيادة شينجي أوتشينو، غادرت الغواصة I-8 ميناء كورشي في 1 يونيو 1943، برفقة الغواصة I-10 والغواصة Hie Maru. وتضمنت شحنتهم اثنتين من طوربيدات الأكسجين الشهيرة من تايب 95 وأنابيب طوربيد ورسومات لنظام القطع الأوتوماتيكي وطائرة استطلاع بحرية جديدة هي Yokosuka E14Y. وكان طاقم إضافي مكون من 48 رجلاً، بقيادة ساداتوشي نوريتا، في الغواصة، التي كانت تهدف إلى قيادة الغواصة الألمانية يو-1224 وإعادتها إلى اليابان لإجراء الهندسة العكسية.
أبحرت يو -242 باعتبارها RO-501 يابانية في أبريل 1944 وغرقت في المحيط الأطلسي من قبل يو إس إس فرانسيس إم روبنسون في 13 مايو 1944.